# كولين هاسكل
كولين هاسكل (بالإنجليزية: Colleen Haskell)‏ هي ممثلة أمريكية، ولدت في 6 ديسمبر 1976 في الولايات المتحدة.

## وصلات خارجية
- كولين هاسكل على موقع IMDb (الإنجليزية)
- كولين هاسكل على موقع أول موفي (الإنجليزية)
- كولين هاسكل على موقع قاعدة بيانات الأفلام السويدية (السويدية)
- كولين هاسكل على موقع قاعدة بيانات الفيلم (الإنجليزية)
- كولين هاسكل على موقع كينوبويسك (الروسية)